# Батерс Сточ
Леополд "Батерс" Сточ је споредни лик у серији Саут Парк. У сезони шест је био међу четири главних ликова, док се није вратио Кени. Он иде у четврти разред у школи Саут Парк.Он је најважнији лик који није један од четворице главних ликова.

## Опис
Улога Батерса постепено је почела да се повећава након што је заменио Кенија током његовог привременог уклањања у сезони шест. То је омогућило Батерсу да стекне више времена на екрану и да даље развија свој лик. Он је "недужно дете" у групи и најкориснији и најпожељнији Картманов "пријатељ". Батерс је лабаво заснован на Ерику Стоку, режисеру анимације који ради на емисији.

## Особине
Батерс је наиван,лако манипулисан,увек је жртва нечега. Веома је несрећан,али уз то је и невероватни оптимиста. Често га пријатељи задиркују,а родитељи кажњавају за некакве ситнице. Батерсове фрустрације изражава његов зли алтер-его Професор Хаос,поремећени зликовац који на разне начине покушава да уништи свет.